# Кольберг, Лоренц
Лоуренс Кольберг (или Колберг; англ. Lawrence Kohlberg; 25 октября 1927, Бронксвилл, Нью-Йорк — 19 января 1987 или 17 января 1987, Уинтроп, Массачусетс) — американский психолог, специалист в области психологии развития. Один из основателей теории когнитивизма, в том числе теории развития нравственности.

## Биография
Образование получил в Чикагском университете (бакалавр, 1949; д-р философии, 1958). В 1958—1959 годах работал в Бостонском детском медицинском центре. В 1959—1961 годах — адъюнкт-профессор Йельского университета, в 1961—1962 годах — заведовал кафедрой психологии Чикагского университета, в 1968—1987 годах — профессор Гарвардского университета.
Являлась автором теории морального развития.